# Krzysztof Bogdan
Krzysztof Michał Bogdan (ur. 1967 w Brzegu) – polski matematyk i inżynier podstawowych problemów techniki w zakresie matematyki. 
Absolwent (magister inżynier) Politechniki Wrocławskiej z 1991 roku. Na macierzystej uczelni uzyskał następnie stopień doktora (w 1997) i doktora habilitowanego (w 2002). Tytuł profesora nauk matematycznych uzyskał w 2006.
Od 1990 roku jest zatrudniony na Politechnice Wrocławskiej, w latach 2011-2013 pracował też w Instytucie Matematycznym Polskiej Akademii Nauk.
Swoje prace publikował m.in. w „Studia Mathematica”, „Potential Analysis”, „Journal of Functional Analysis", „Communications in Mathematical Physics”, „Annals of Probability”, „Transactions of the American Mathematical Society”, „Calculus of Variations and Partial Differential Equations” oraz „Journal of the London Mathematical Society".
Członek korespondent Polskiej Akademii Nauk od 2022, członek Rady Doskonałości Naukowej w kadencji 2024–2027. 
Laureat z roku 2011 Nagrody Instytutu Matematycznego PAN za wybitne osiągnięcia naukowe w zakresie matematyki za głębokie wyniki wiążące teorię procesów stochastycznych z klasyczną analizą matematyczną. Laureat Nagrody im. Stefana Banacha za rok 2017 „za przełomowe wyniki w teorii potencjału procesów skokowych i operatorów nielokalnych".